# Yosmany Romero
Yosmany Romero Rodríguez (ur. 20 maja 1976) – kubański zapaśnik w stylu wolnym. Olimpijczyk z Sydney 2000, gdzie zajął 11 miejsce w wadze do 76 kg.
Jeden start w Mistrzostwach Świata, 25 miejsce w 2001 roku. Złoty medalista Igrzysk Panamerykańskich w 1999 roku. Dwa razy najlepszy na Mistrzostwach Panamerykańskich.